# Географія Гаяни
Гаяна — південноамериканська країна, що знаходиться на крайній півночі континенту . Загальна площа країни 214 969 км² (85-те місце у світі), з яких на суходіл припадає 196 849 км², а на поверхню внутрішніх вод — 18 120 км². Площа країни втричі менша за площу території України. 

## Назва
Офіційна назва — Кооперативна Республіка Гаяна, Гаяна (англ. Cooperative Republic Guyana, Guyana). Назва країни походить від індіанського (мовою тупі) «гваї ана» (guai ana) — велика вода. Можливо, від слова «гваїназес» (guainazes), що місцевою індіанською мовою означає люди, що гідні поваги. Колишня, до 1966 року, колонія Британська Гвіана (англ. British Guiana), подібно до колишніх сусідніх колоній Голландської та Французької Гвіан. Топонім Гвіана походить від португальських першовідкривачів початку XVI століття, що звикли називати лісисті зелені береги Африки на південь від Сахари — Гвінеєю. 1970 року була проголошена Кооперативна Республіка Гаяна, назва якої пов'язана з тим, що в країні був прийнятий соціалістичний курс на розвиток сільського господарства з опорою на кооперативи.

## Географічне положення
Гаяна — південноамериканська країна, що межує з трьома іншими країнами: на півдні — з Бразилією (спільний кордон — 1308 км), на заході — Суринамом (836 км), на сході з Венесуелою (789 км). Загальна довжина державного кордону — 2933 км. Гаяна на півночі омивається водами Атлантичного океану. Загальна довжина морського узбережжя 459 км.
Згідно з Конвенцією Організації Об'єднаних Націй з морського права (UNCLOS) 1982 року, протяжність територіальних вод країни встановлено в 12 морських миль (22,2 км). Виключна економічна зона встановлена на відстань 200 морських миль (370,4 км) від узбережжя. Континентальний шельф — 200 морських миль (370,4 км) від узбережжя.

### Час
Час у Гаяні: UTC-4 (-6 годин різниці часу з Києвом).

## Геологія

### Корисні копалини
Надра Гаяни багаті на ряд корисних копалин: боксити, золото, алмази.

## Рельєф
Середні висоти — 207 м; найнижча точка — рівень вод Атлантичного океану (0 м); найвища точка — гора Рорайма (2835 м).

Рельєф Гаяни
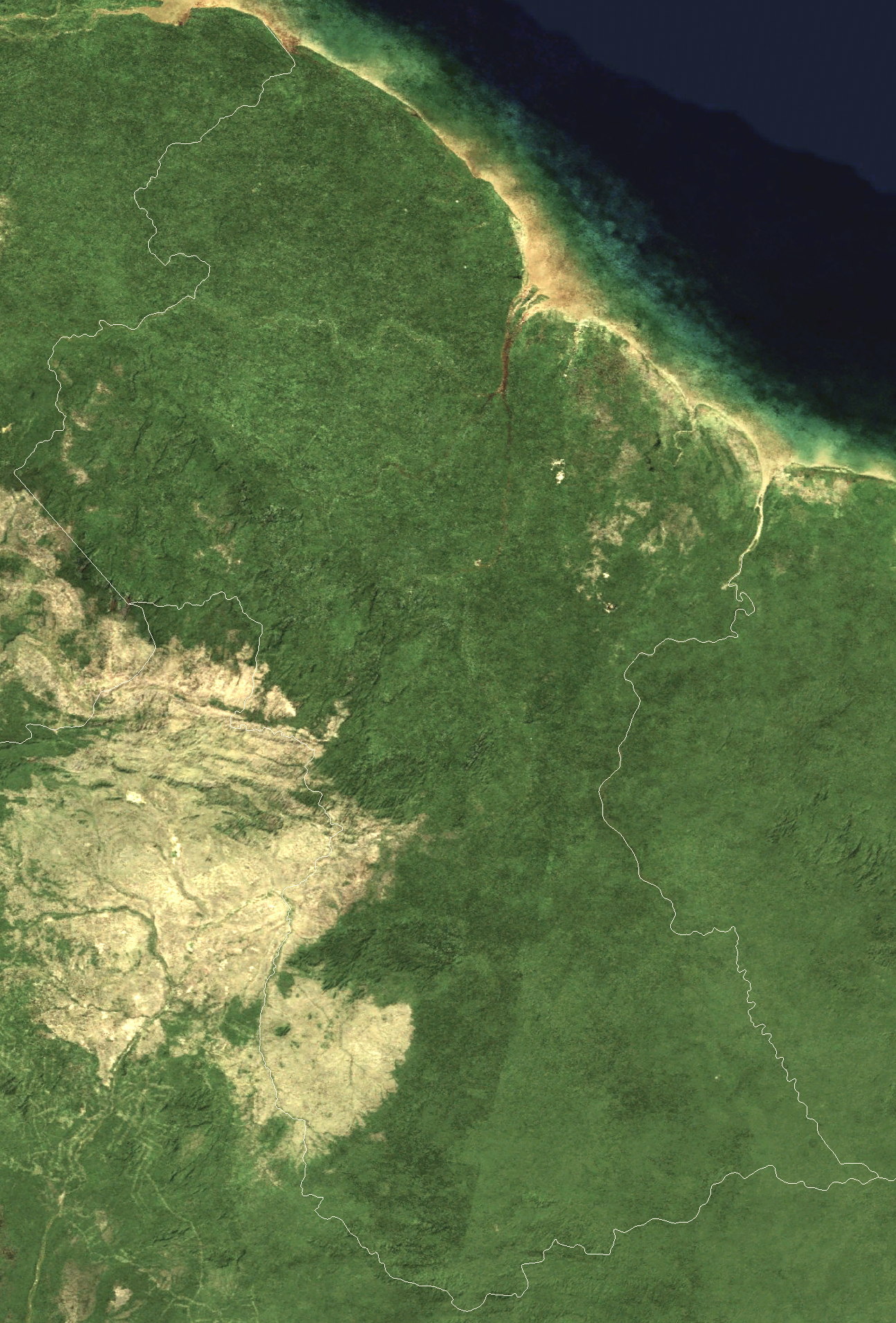
Супутниковий знімок поверхні країни
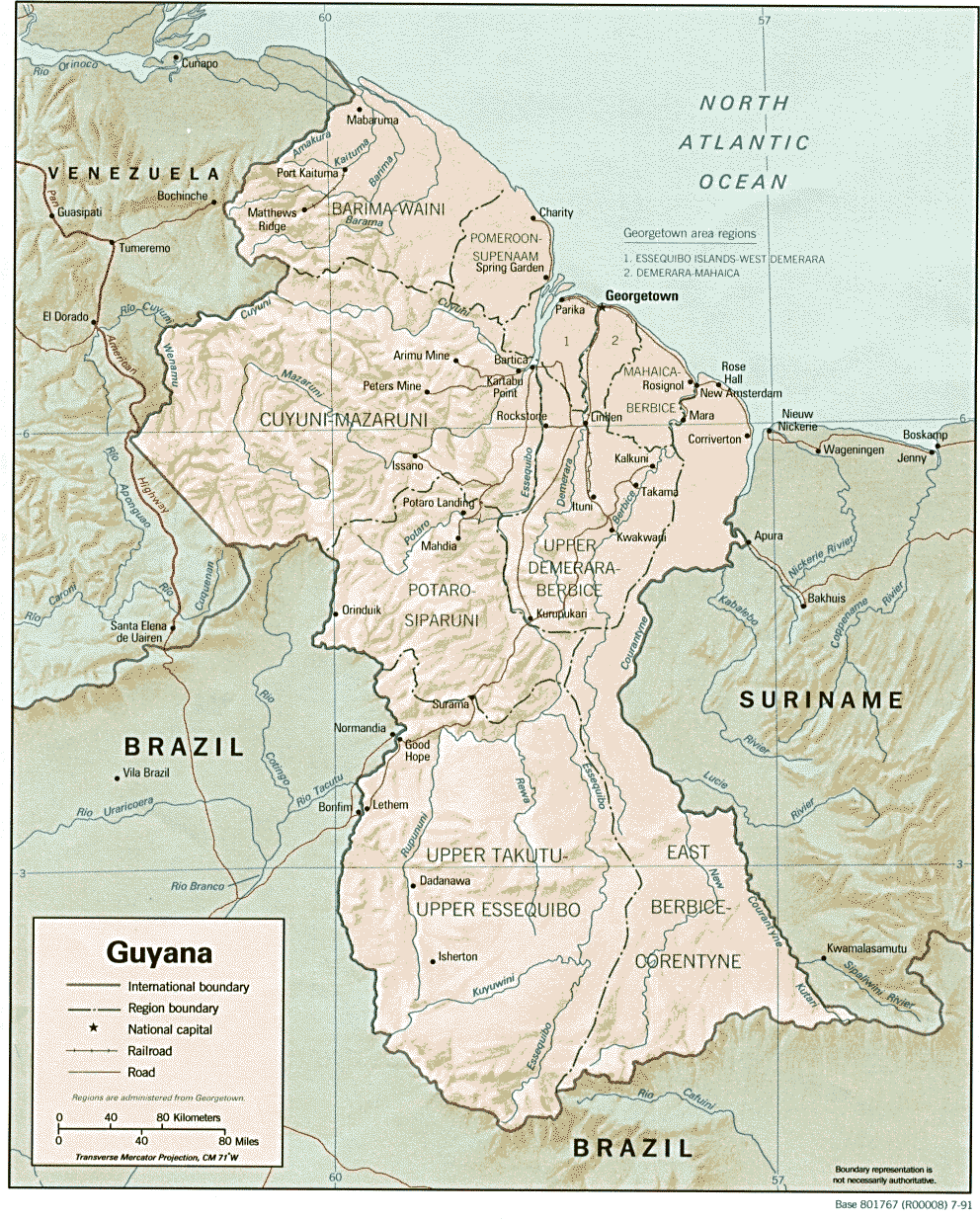
Карта країни (англ.)

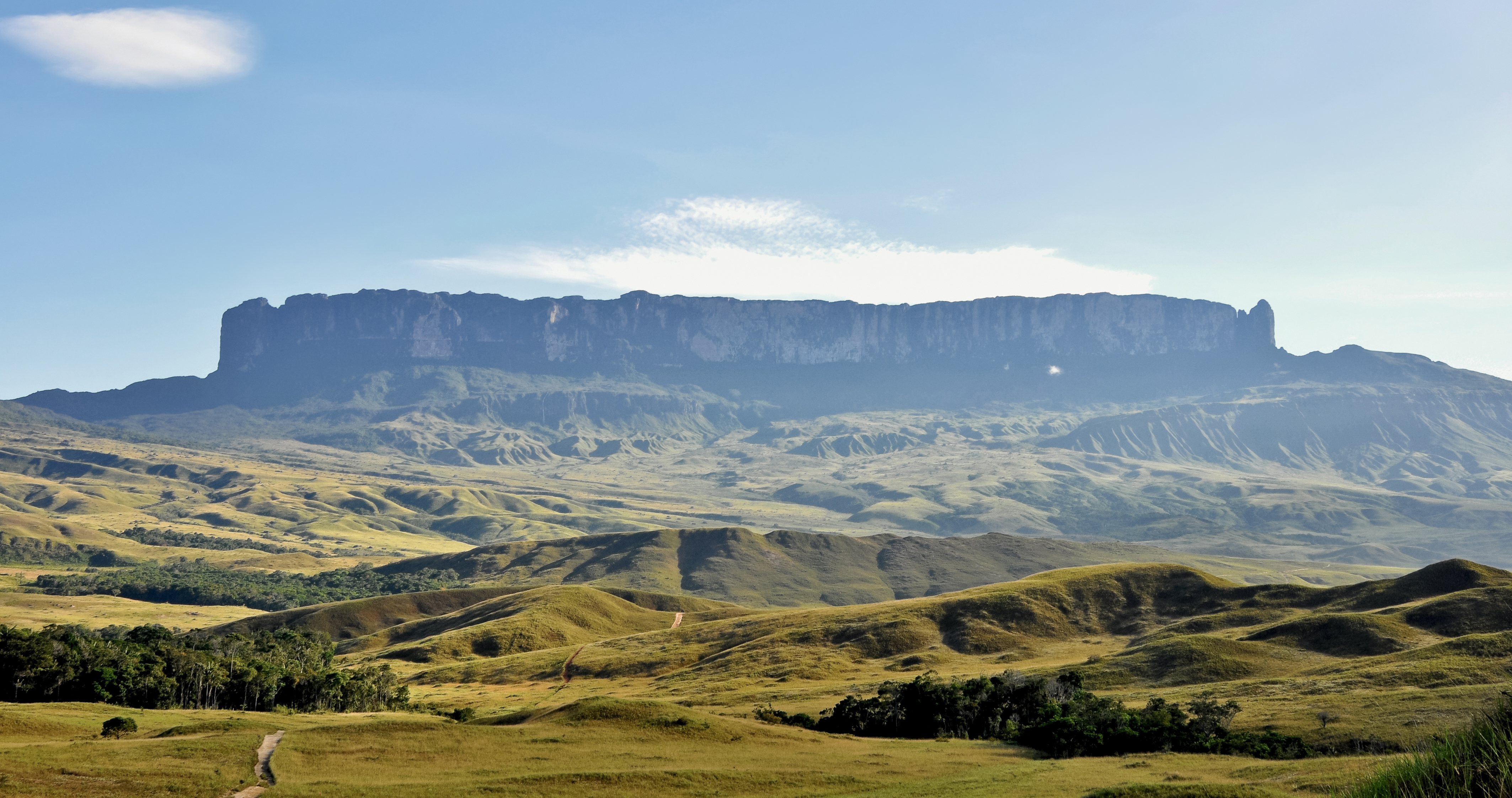
Столова гора Рорайма
Рорайма з космосу

## Клімат
Територія Гаяни лежить у субекваторіальному кліматичному поясі. Влітку переважають екваторіальні повітряні маси, взимку — тропічні. Влітку вітри дмуть від, а взимку до екватора. Сезонні амплітуди температури повітря незначні, зимовий період не набагато прохолодніший за літній. Зволоження достатнє, у літньо-осінній період з океанів можливе надходження тропічних циклонів.

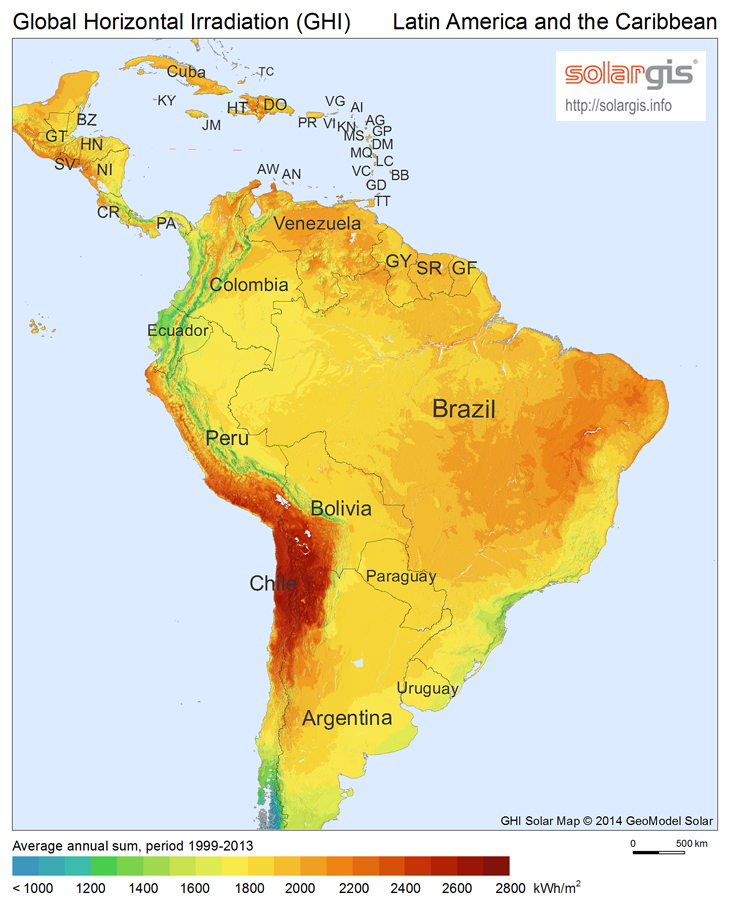
Сонячна радіація (англ.)
Кліматична карта Гаяни (за Кеппеном)
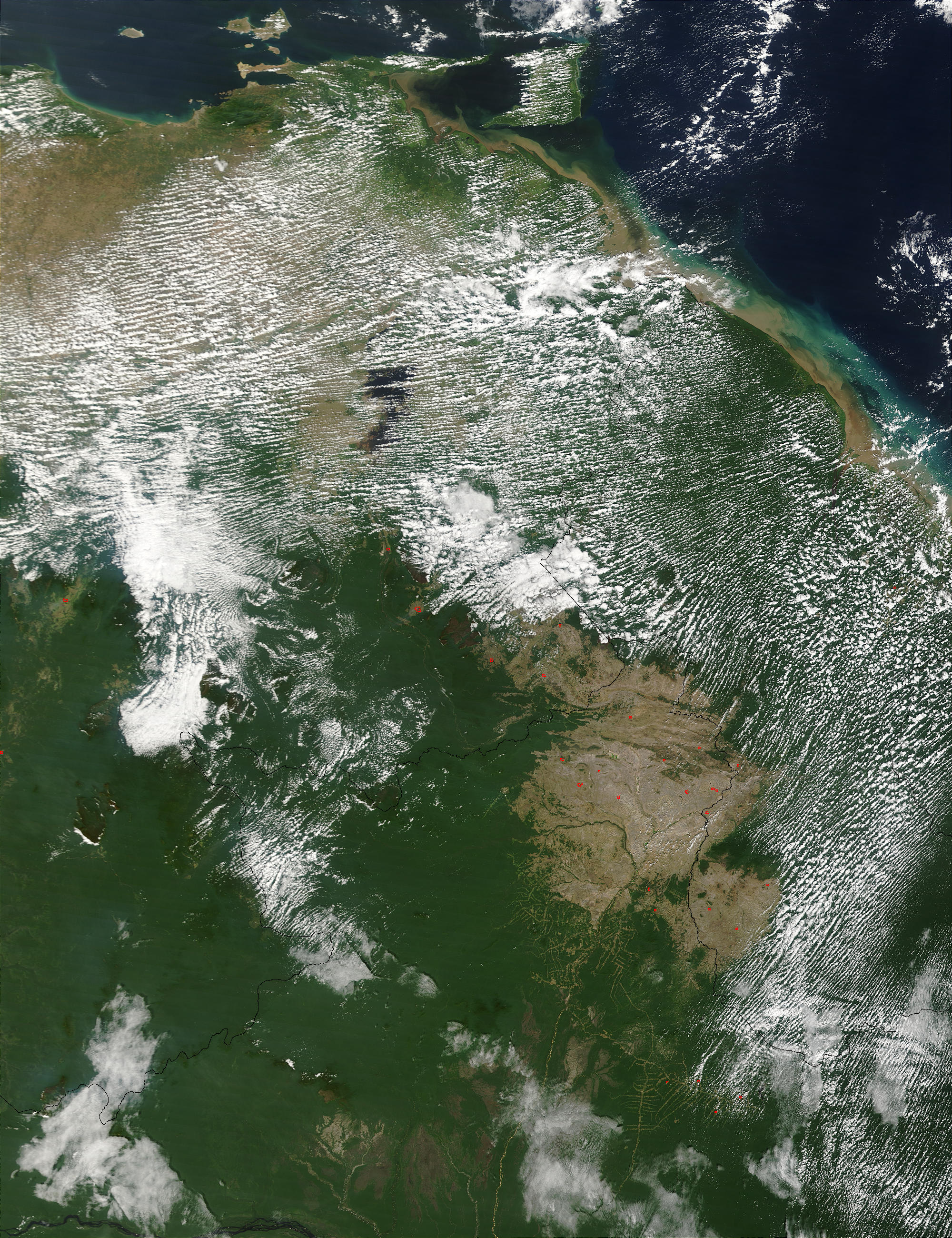
Хмарність  над Гаяною

Гаяна є членом Всесвітньої метеорологічної організації (WMO), в країні ведуться систематичні спостереження за погодою.

## Внутрішні води
Загальні запаси відновлюваних водних ресурсів (ґрунтові і поверхневі прісні води) становлять 241 км³. Станом на 2012 рік в країні налічувалось 1430 км² зрошуваних земель.

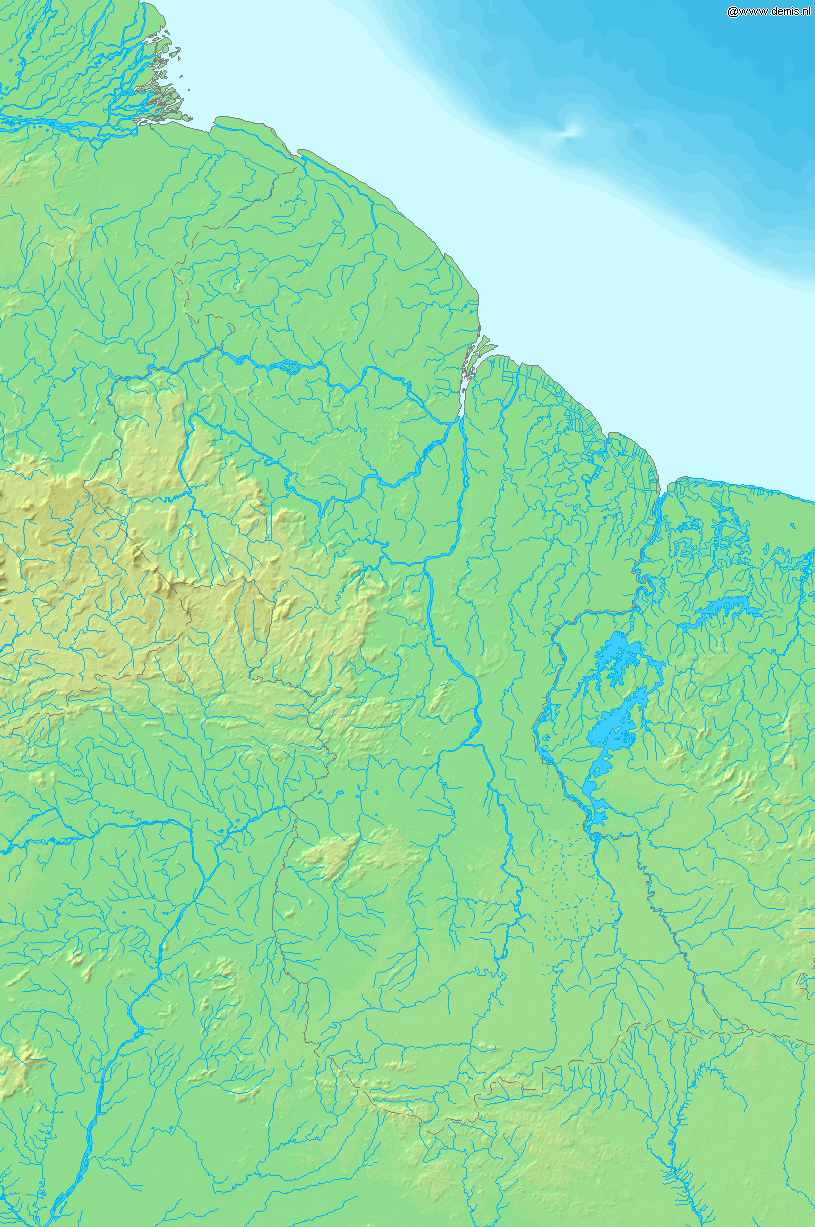
Гідрографічна мережа Гаяни
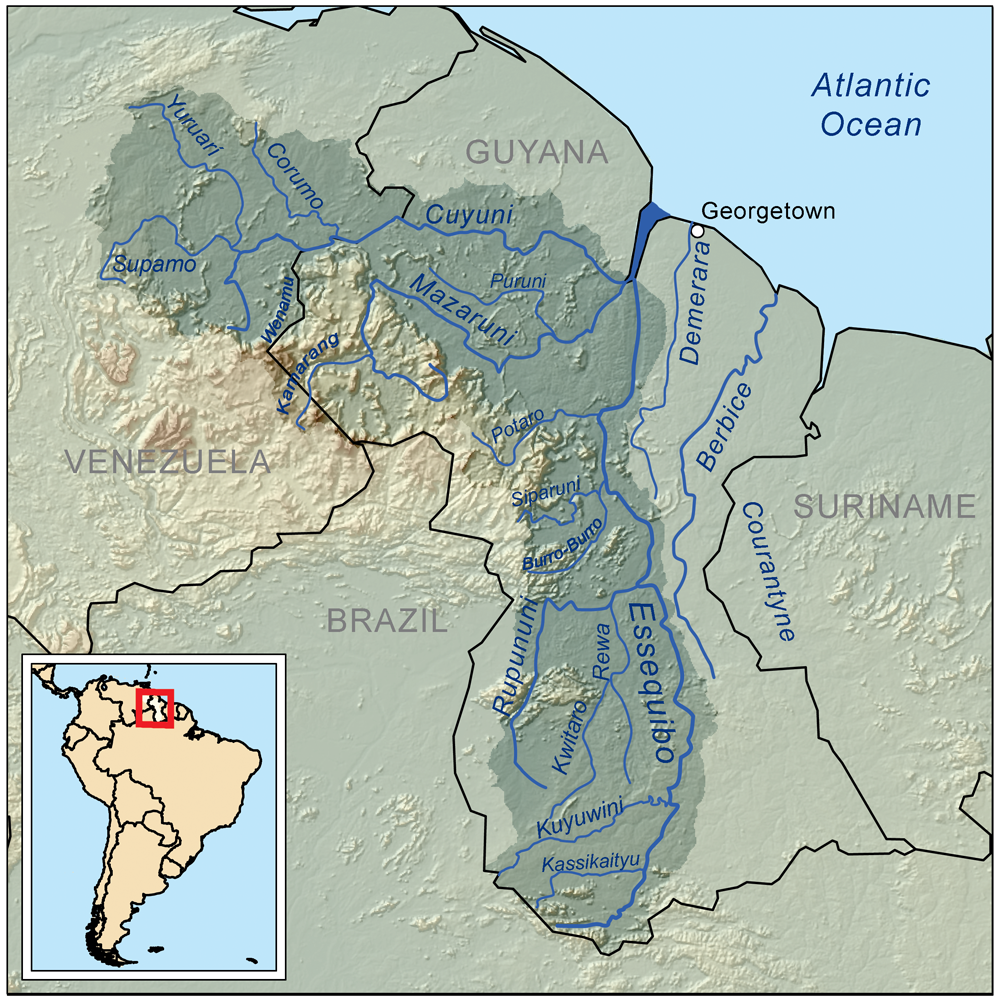
Сточище Ессекібо
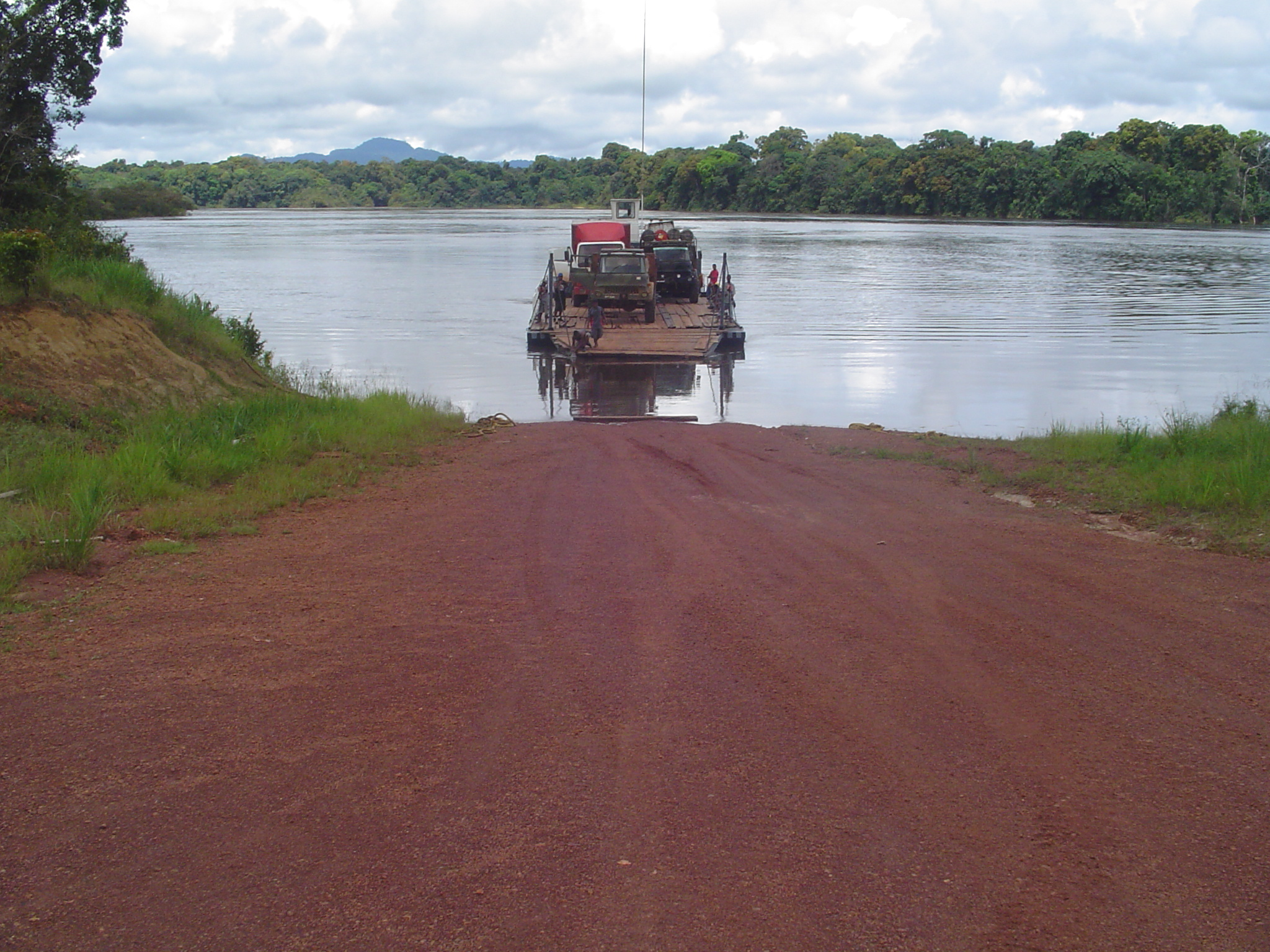
Пором на Ессекібо

### Річки
Річки країни належать басейну Атлантичного океану.

## Рослинність
Земельні ресурси Гаяни (оцінка 2011 року):
- придатні для сільськогосподарського обробітку землі — 8,4 %,
  - орні землі — 2,1 %,
  - багаторічні насадження — 0,1 %,
  - землі, що постійно використовуються під пасовища — 6,2 %;
- землі, зайняті лісами і чагарниками — 77,4 %;
- інше — 14,2 %[1].

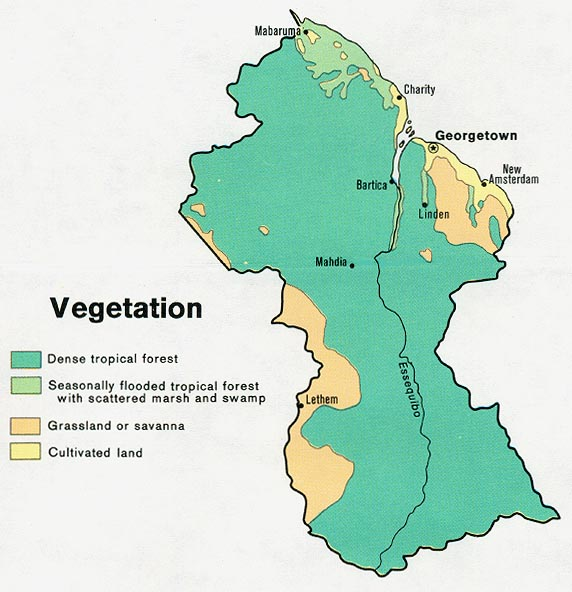
Рослинність станом на 1973 рік

## Тваринний світ
У зоогеографічному відношенні територія країни відноситься до Амазонської провінції Гвіано-Бразильської підобласті Неотропічної області.

## Охорона природи
Гаяна є учасником ряду міжнародних угод з охорони навколишнього середовища:
- Конвенції про біологічне різноманіття (CBD),
- Рамкової конвенції ООН про зміну клімату (UNFCCC),
- Кіотського протоколу до Рамкової конвенції,
- Конвенції ООН про боротьбу з опустелюванням (UNCCD),
- Конвенції про міжнародну торгівлю видами дикої фауни і флори, що перебувають під загрозою зникнення (CITES),
- Базельської конвенції протидії транскордонному переміщенню небезпечних відходів,
- Конвенції з міжнародного морського права,
- Монреальського протоколу з охорони озонового шару,
- Міжнародної конвенції запобігання забрудненню з суден (MARPOL),
- Міжнародної угоди про торгівлю тропічною деревиною 1983 і 1994 років[1].

## Стихійні лиха та екологічні проблеми
На території країни спостерігаються небезпечні природні явища і стихійні лиха: несподівані паводки, повіді в сезон дощів.
Серед екологічних проблем варто відзначити:
- забруднення вод побутовими стоками, сільськогосподарськими хімікатами й промисловими викидами;
- знеліснення.

## Фізико-географічне районування
У фізико-географічному відношенні територію Гаяни можна розділити на райони, що відрізняються один від одного рельєфом, кліматом, рослинним покривом: .

### Українською
- Атлас світу / голов. ред. І. С. Руденко ; зав. ред. В. В. Радченко ; відп. ред. О. В. Вакуленко. — К. : ДНВП «Картографія», 2005. — 336 с. — ISBN 9666315467.
- Атлас. 7 клас. Географія материків і океанів / Укладачі О. Я. Скуратович, Н. І. Чанцева. — К. : ДНВП «Картографія», 2014.
- Бєлозоров С. Т. Географія материків. — К. : Вища школа, 1971. — 371 с.
- Барановська О. В. Фізична географія материків і океанів : навч. посіб. для студентів ВНЗ : [у 2 ч.]. — Н. : Ніжинський державний університет ім. Миколи Гоголя, 2013. — 306 с. — ISBN 978-617-527-106-3.
- Гаяна // Гірничий енциклопедичний словник : [у 3-х тт.] / за ред. В. С. Білецького. — Д. : Східний видавничий дім, 2004. — Т. 3. — 752 с. — ISBN 966-7804-78-X.
- Дубович І. А. Країнознавчий словник-довідник. — 5-те вид., перероб. і доп. — К. : Знання, 2008. — 839 с. — ISBN 978-966-346-330-8.
- Панасенко Б. Д. Фізична географія материків : навч. посіб. : в 2 ч. — В. : ЕкоБізнесЦентр, 1999. — 200 с.
- Юрківський В. М. Регіональна економічна і соціальна географія. Зарубіжні країни: Підручник. — 2-ге. — К. : Либідь, 2001. — 416 с. — ISBN 966-06-0092-5.

### Англійською
- (англ.) Graham Bateman. The Encyclopedia of World Geography. — Andromeda, 2002. — 288 с. — ISBN 1871869587.

### Російською
- (рос.) Гаяна // Латинская Америка. Энциклопедический справочник [в 2-х тт.] / Главный редактор В. В. Вольский. — М. : Советская энциклопедия, 1979. — Т. 1. А-К. — 576 с.
- (рос.) Авакян А. Б., Салтанкин В. П., Шарапов В. А. Водохранилища. — М. : Мысль, 1987. — 326 с. — (Природа мира)
- (рос.) Алисов Б. П., Берлин И. А., Михель В. М. Курс климатологии [в 3-х тт.] / под. ред. Е. С. Рубинштейна. — Л. : Гидрометиздат, 1954. — Т. 3. Климаты земного шара. — 320 с.
- (рос.) Апродов В. А. Вулканы. — М. : Мысль, 1982. — 368 с. — (Природа мира)
- (рос.) Апродов В. А. Зоны землетрясений. — М. : Мысль, 2010. — 462 с. — (Природа мира) — ISBN 978-5-244-01122-7.
- (рос.) Букштынов А. Д., Грошев Б. И., Крылов Г. В. Леса. — М. : Мысль, 1981. — 316 с. — (Природа мира)
- (рос.) Власова Т. В. Физическая география материков. С прилегающими частями океанов. Южная Америка, Африка, Австралия и Океания, Антарктида. — 4-е, перераб. — М. : Просвещение, 1986. — 269 с.
- (рос.) Гвоздецкий Н. А. Карст. — М. : Мысль, 1981. — 214 с. — (Природа мира)
- (рос.) Гвоздецкий Н. А., Голубчиков Ю. Н. Горы. — М. : Мысль, 1987. — 400 с. — (Природа мира)
- (рос.) Дорст Ж. Центральная и Южная Америка. — М. : Прогресс, 1977. — 318 с. — (Континенты, на которых мы живем)
- (рос.) Географический энциклопедический словарь: географические названия / под. ред. А. Ф. Трёшникова. — 2-е изд., доп. — М. : Советская энциклопедия, 1989. — 585 с. — ISBN 5-85270-057-6.
- (рос.) Исаченко А. Г., Шляпников А. А. Ландшафты. — М. : Мысль, 1989. — 504 с. — (Природа мира) — ISBN 5-244-00177-9.
- (рос.) Каплин П. А., Леонтьев О. К., Лукьянова С. А., Никифоров Л. Г. Берега. — М. : Мысль, 1991. — 480 с. — (Природа мира) — ISBN 5-244-00449-2.
- (рос.) Словарь современных географических названий / под общей редакцией акад. В. М. Котлякова. — Екатеринбург : У-Фактория, 2006.
- (рос.) Литвин В. М., Лымарев В. И. Острова. — М. : Мысль, 2010. — 288 с. — (Природа мира) — ISBN 978-5-244-01129-6.
- (рос.) Лобова Е. В., Хабаров А. В. Почвы. — М. : Мысль, 1983. — 304 с. — (Природа мира)
- (рос.) Максаковский В. П. Географическая картина мира. Книга I: Общая характеристика мира. — М. : Дрофа, 2008. — 495 с. — ISBN 978-5-358-05275-8.
- (рос.) Максаковский В. П. Географическая картина мира. Книга II: Региональная характеристика мира. — М. : Дрофа, 2009. — 480 с. — ISBN 978-5-358-06280-1.
- (рос.) Гаяна // Поспелов Е. М. Топонимический словарь. — М. : АСТ, 2005. — 229 с. — ISBN 5-17-016407-6.
- (рос.) География / под ред. проф. А. П. Горкина. — М. : Росмэн-Пресс, 2006. — 624 с. — (Современная иллюстрированная энциклопедия) — ISBN 5-353-02443-5.
- (рос.) Физико-географический атлас мира. — М. : Академия наук СССР и Главное управление геодезии и картографии ГУГК СССР, 1964. — 298 с.
- (рос.) Энциклопедия стран мира / глав. ред. Н. А. Симония. — М. : НПО «Экономика» РАН, отделение общественных наук, 2004. — 1319 с. — ISBN 5-282-02318-0.